# Burgstall Schanze (Tyrnau)
Der Burgstall Schanze ist eine abgegangene Spornburg in Satzbach, einem Gemeindeteil der niederbayerischen Gemeinde Thyrnau im Landkreis Passau. Die Anlage wird als Bodendenkmal unter der Aktennummer D-2-7447-0011 im Bayernatlas als „Burgstall des Mittelalters und der frühen Neuzeit sowie Schürfgruben (Graphitabbau) vorgeschichtlicher oder mittelalterlich-frühneuzeitlicher Zeitstellung“ geführt.

## Beschreibung
Der Burgstall Schanze (Tyrnau) liegt in einem Waldstück ca. 160 m östlich bzw. 60 m oberhalb des  Satzbachs. Der Burgstall hat ein Ausmaß von 260 m in Nord-Süd-Richtung und 190 m in Ost-West-Richtung. Von Norden fällt er ca. 20 m ab, während er in Ost-West-Richtung eben ist. Es ist unsicher, ob sich hier eine Turmhügelburg befunden hat.